# Stuchd an Lochain
Stuchd an Lochain är ett berg i Storbritannien.   Det ligger i kommunen Perth and Kinross och riksdelen Skottland, i den nordvästra delen av landet, 600 km nordväst om huvudstaden London. Toppen på Stuchd an Lochain är 960 meter över havet, eller 531 meter över den omgivande terrängen. Bredden vid basen är 13,3 km. Stuchd an Lochain ligger vid sjöarna  Loch Giorra Loch Daimh och Lochan nan Cat.
Terrängen runt Stuchd an Lochain är huvudsakligen kuperad.Runt Stuchd an Lochain är det mycket glesbefolkat, med 4 invånare per kvadratkilometer. Närmaste större samhälle är Killin, 14,9 km sydost om Stuchd an Lochain. Trakten runt Stuchd an Lochain består i huvudsak av gräsmarker.